# 부정 (관계)

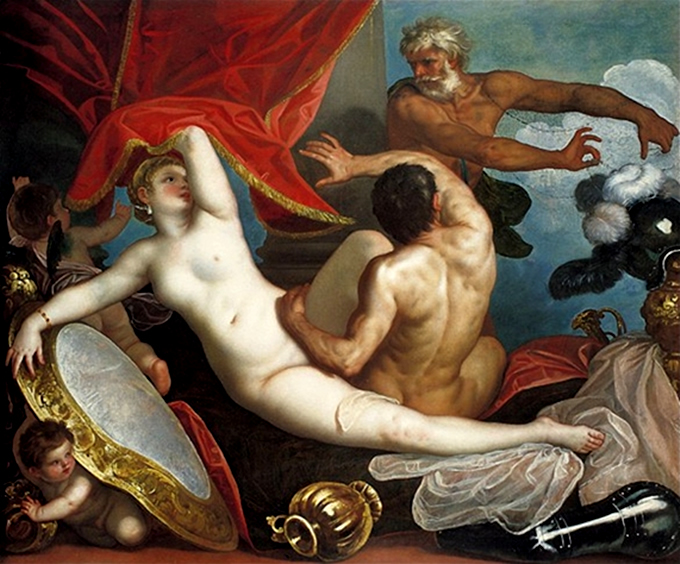

부정(不貞)은 중요타인을 배반하고 다른 사람과 정서적, 성적 관계를 가지는 것을 말한다. 결혼한 사이라면 불륜이라고도 한다. 연구에 따르면 남성은 성적으로 만족하지 않으면 혼외 성관계를 할 가능성이 더 높고, 여성은 정서적으로 만족하지 않으면 혼외 성관계를 할 가능성이 더 높다. 연구에 따르면 여성이 바람피우는 가장 큰 원인으로 관계 불만족인 반면 남성은 의사 소통, 이해력 관계의 부족이다.

## 같이 보기
- 간음